# Monocorophium oaklandense
Monocorophium oaklandense är en kräftdjursart som först beskrevs av Robert Alan Shoemaker 1949.  Monocorophium oaklandense ingår i släktet Monocorophium och familjen Corophiidae. Inga underarter finns listade i Catalogue of Life.